# Poncitlán, Atoyac
Poncitlán är en ort i Mexiko.   Den ligger i kommunen Atoyac och delstaten Jalisco, i den centrala delen av landet, 500 km väster om huvudstaden Mexico City. Poncitlán ligger 1 352 meter över havet och antalet invånare är 199.
Terrängen runt Poncitlán är kuperad söderut, men norrut är den platt. Runt Poncitlán är det ganska glesbefolkat, med 31 invånare per kvadratkilometer. Närmaste större samhälle är Atoyac, 5,7 km sydväst om Poncitlán. I omgivningarna runt Poncitlán växer huvudsakligen savannskog.